# 김숙년
김숙년 (1934년 - )은 대한민국의 요리 연구가이다.  조선말 형조판서를 지낸 김석진(金奭鎭) 선생이 고조부이며 조선 순조의 둘째딸 복온공주(福溫公主)의 후손이다. 이화여자대학교 가정과 및 교육대학원을 졸업했다. 조선 왕가의 인척이며 양반문화를 고수했던 대가족 속에서 성장한 연유로 조선 양반가 음식, 특히 서울 반가음식의 전통을 가장 충실하게 이은 요리연구가로 평가받고 있다.

## 저서
- <수필집 - 아버지, 유채꽃이 참 고와요> (1995년)(삶과 꿈)
- <맛깔난 서울 반찬> (2001년)(서울문화사)
- <김숙년의 600년 서울 음식> (2001년) (동아일보사)
- <한식 요리 대가의 손맛 3인3색 김치> (2003년) (동아일보사) - 강순의, 장선용과 공저